# Винтерль, Якоб Йозеф
Якоб Адальберт Йозеф Винтерль (нем. Jacob Adalbert Joseph Winterl; 1739—1809) — австрийский ботаник.

## Биография
Якоб Йозеф Винтерль родился в городе Айзенэрц 15 апреля 1739 года. Учился в Венском университете, в 1767 году последовательно получил степени доктора философии и медицины.
С 1770 года Винтерль — профессор ботаники, медицины и химии в Тирнау. В Трнау количество учащихся было крайне низким, несмотря на это в 1771 году Винтерль смог основать ботанический сад в Будапеште. В 1775 году он был существенно расширен при поддержке государства. С 1775 по 1802 Винтерль также был профессором Пештского университета.
23 ноября 1809 года Якоб Йозеф Винтерль скончался.
Основной гербарий Винтерля хранится в Венском музее естественной истории (W).

## Некоторые научные работы
- Winterl, J.J. (1788). Index horti botanici Universitatis Hungaricae. 160 p.

## Роды растений, названные в честь Я. Й. Винтерля
- Winterlia Moench, 1794 [= Ilex L., 1753]
- Winterlia Spreng., 1824, nom. illeg. [= Rotala L., 1771]